# Кведлинбург
Кве́длинбург (нем. Quedlinburg, н.-нем. Queddelnborg) — древний город в земле Саксония-Анхальт. В 1995 году Старый город, включающий Шлосберг, внесён в список Всемирного культурного и природного наследия ЮНЕСКО. В состав городского центра включено более 1600 домов, возраст которых превышает 600 лет.

## География

### Расположение
Город расположен в северной части предгорья Гарц на средней высоте 123 м над уровнем моря, в 50 км к юго-западу от столицы земли Магдебурга. Непосредственно прилегающие высоты достигают примерно 181 м над уровнем моря. Город расположен в русле реки Боде, причем большая его часть находится к западу от реки. Площадь города составляет 78,14 квадратных километров.

### Геология
Кведлинбург находится в центре Кведлинбургской седловины - узкой седловины, пересекающей территорию города с северо-запада на юго-восток. Она включает в себя Кведлинбургский шлоссберг с его продолжением над Мюнценберг-Штробергом, Хамварте на севере и Альтенбург на юге.
Далее к югу проходит разлом Гарцнордранд. Параллельно северному краю поднятого Гарца слои мезозойских пород на нем подняты и частично отколоты. Чередующиеся слои различных по устойчивости мезозойских пород (юрских, меловых, мушелькальк) образуют частично свободно подготовленные стратифицированные ребра, которые пересекаются рекой Боде в виде ярких горных хребтов. Самым ярким горным массивом является Тойфельсмауэр (Стена Дьявола).
Во время ледниковых периодов Эльстер и Вайхзель льды достигли края Гарца, в то время как во время последнего оледенения (оледенение Заале) регион не был покрыт льдом. Во время высоких ледниковых фаз формировались эоловые покрывала. Эти лессовые слои, которые вздымались на больших площадях, перекрывали более древние твердые и рыхлые породы и позже превратились в высококачественные черноземные почвы. Это южные предгорья плодородной Магдебургской возвышенности.

### Климат
Город расположен в умеренном климатическом поясе. Среднегодовая температура в Кведлинбурге составляет 8,8 °C. Самые теплые месяцы - июль и август со средней температурой 17,8 и 17,2 °C соответственно, а самые холодные - январь и февраль со средней температурой 0,1 и 0,4 °C соответственно. Больше всего осадков выпадает в июне - в среднем 57 миллиметров, меньше всего - в феврале - в среднем 23 миллиметра.
Горы Гарц являются препятствием на пути западного ветра, идущего с юго-запада. Благодаря своей высоте (Брокен находится на высоте 1141,2 м над уровнем моря), воздушные массы вынуждены подниматься, вызывая дождь. Северо-восточная сторона лежит в дождевой тени гор Гарц. В этой зоне расположен Кведлинбург, где выпадает одна из самых низких годовых норм осадков в Германии - всего 438 миллиметров (для сравнения: в Кёльне - почти 798 миллиметров). Поскольку в декабре, январе и феврале выпадает меньше всего осадков в абсолютном выражении, а сильная тенденция к снижению начинается уже поздней осенью, можно говорить о "зимней засухе" в Кведлинбурге. В ходе общей оценки 2100 измерительных станций Немецкой метеорологической службы, впервые проведенной в 2010 году, было установлено, что в августе 2010 года Кведлинбург был самым сухим местом в Германии с 72,4 литра на квадратный метр (= мм). Здесь 177 безморозных дней в году, а вечная мерзлота наблюдается 30 дней. Закрытый снежный покров присутствует менее 50 дней, а продолжительность солнечного сияния составляет 1422 часа в год.

### Городская структура
Исторический центр города разделён на бывшее королевское поместье с Вестендорфом, Бургберг, церковь Святого Виперти и Мюнценберг. На севере находится старый город, основанный в 994 году, а на востоке - новый город, основанный в XII веке. Между ними в 13/14 веке был построен каменный мост и осушено Слово. К северу от Старого города находится средневековый пригородный район Грёперн.
Вокруг этого средневекового центра при переходе от 19 к 20 веку был построен пояс вилл в стиле модерн. В ходе индустриализации за пределами этого пояса были построены новые районы, такие как Клейзидлунг, район новой застройки в Зюдерштадте (19/20 век) и район на Клерсе (1980-е годы).
Помимо основного города, в состав Кведлинбурга входят районы Мюнхенхоф (четыре километра к северу), Герсдорфер Бург (три километра к юго-востоку), Моргенрот (четыре километра к востоку) и Квармбек (четыре километра к югу), а с 1 января 2014 года - Бад Зюдероде и Гернроде с районами Хаферфельд и Форстхаус Штернхаус.
1 июля 2014 года вступил в силу новый конституционный закон о местном самоуправлении Саксонии-Анхальт. В § 14 (2) этого закона муниципалитетам предоставлена возможность присвоить это наименование районам, которые до инкорпорации были городами. Город Кведлинбург воспользовался этим положением. Его измененный основной устав датируется 12 марта 2015 г. В § 1 (3) перечислены районы и населенные пункты с их официальными названиями.

### Соседние муниципалитеты
Кведлинбург - город в округе Гарц и граничит с восемью городами и коммунами Саксонии-Анхальт (по часовой стрелке, начиная с северо-востока): муниципалитет Харслебен, город Вегелебен, муниципалитеты Дитфурт и Зельке-Ауэ, города Балленштедт и Тале.

## История

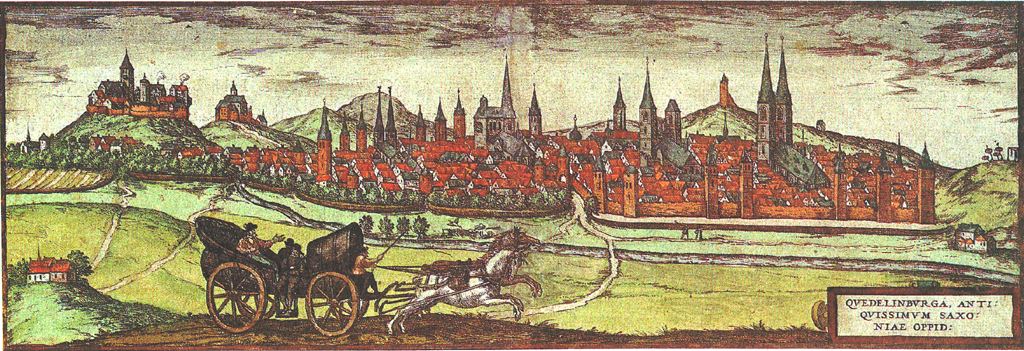
Кведлинбург на гравюре Франца Хогенберга из «Атласа городов земного мира» Георга Брауна, 1581 г.

### Ранние поселения
Первые следы поселений относятся к эпохе палеолита. Территория была заселена практически постоянно. Плодородные почвы сделали эту местность особенно интересной для поселенцев в эпоху неолита, о чем свидетельствуют более 55 остатков поселений этой эпохи только в городе и его окрестностях. Например, неолитические курганы можно найти на выдающихся горных вершинах, таких как Мурберг, Боксхорншанце или Брюггеберг, которые, словно цепь, поднимаются вдоль боковых стен долины Боде. В 2005 году примерно в двух километрах к северо-западу от Кведлинбурга, к западу от заброшенного поселения Марслебен, удалось исследовать круглый курган Штихбандкерамик, который по возрасту, протяженности и форме не уступает круглому кургану Госек.
В конце VIII века накапливаются документальные свидетельства о деревнях в окрестностях Кведлинбурга: Марслебен, Гросс Орден, Баллерслебен (все заброшены), Дитфурт и Веддерслебен. Випертикирхе как филиал аббатства Херсфельд была основана, вероятно, около 835/863 года.

### Королевский Пфальц с X по XII век
Коронационное окно в ратуше: легендарная коронация Генриха I в финкенгерде Кведлинбурга на самом деле состоялась во Фрицларе в 919 году.
Фахверковый дом Финкенхерд 3 конца 18 века (2021)
Кведлинбург приобрел большое значение, когда в 10 веке стал королевским дворцом, где оттоновские правители отмечали праздник Пасхи. Впервые он был упомянут как villa quae dicitur Quitilingaburg в документе короля Генриха I от 22 апреля 922 года.
Позже Генрих определил это место как место своего захоронения. После его смерти в Мемлебене в 936 году его тело было перевезено в Кведлинбург и похоронено в Палатинской капелле на Шлоссберге. Его вдова королева Матильда поручила сыну и преемнику Генриха Оттону I утвердить основание женского монастыря с задачей поминовения усопших. В течение тридцати лет она сама руководила его основанием, не став настоятельницей. Оттон I посещал Кведлинбург через нерегулярные промежутки времени, чтобы отпраздновать Пасху и дни памяти своего отца. В 941 году он едва избежал покушения, совершенного его младшим братом Генрихом. На Пасху-Хофтаг 966 года дочери Оттона Матильде было поручено руководство монастырем в качестве настоятельницы. Два года спустя, 14 марта 968 года, ее бабушка умерла и была похоронена рядом с мужем. Ее гробница и каменный саркофаг сохранились, в то время как усыпальница Генриха пуста.
В 973 году состоялся самый большой и самый шикарный придворный день Оттона Великого. Среди международных участников были Болеслав I, герцог Чехии, и Мешко I, герцог поляков, которые принесли присягу на верность императору. Оттон I умер вскоре после этого. Его сын Оттон II посетил Кведлинбург только дважды за время своего десятилетнего правления.
После его смерти в 983 году Оттону III было всего три года. Его дядя Генрих Ссорящийся хотел возвести себя в короли в Кведлинбурге и похитил юного короля. В основном благодаря вмешательству бабушки Оттона Адельгейды, второй жены Оттона I, и его матери Теофану, жены Оттона II, Генрих был вынужден отдать дань уважения юному Оттону III в Кведлинбурге два года спустя.[21] В 994 году Оттон III предоставил монастырю рыночные, чеканные и таможенные права, все еще находясь под властью своей тети, аббатисы Матильды. Это создало важные условия для дальнейшего городского развития Кведлинбурга.
О дальнейшем значении Кведлинбурга в имперской политике в 11 и 12 веках свидетельствуют анналы Кведлинбурга, позже известные как Кведлинбургские анналы, которые были написаны на месте. В них впервые в письменных источниках в 1009 году зафиксировано название Литвы - Литуа. За период с X по XII век, когда Кведлинбург был восточным дворцом восточнофранкских/немецких правящих династий, было насчитано 69 документально зафиксированных пребываний короля или императора. Город Кведлинбург был также местом первой королевской резиденции.
В первые десятилетия после своего основания Даменштифт получил и отдаленные места, такие как Зольтау, расположенный в 170 км, церковь Святого Михаила из Фолькмарскеллера (956), Дудерштадт (974), Потсдам (993) и Гера (999), а также другие сокровища. В дополнение к 48 местам, подаренным Оттоном I, одиннадцать были добавлены при Оттоне II, десять при Оттоне III и еще 150 при более поздних правителях.

### Возникновение города в период позднего средневековья и раннего нового времени
В 1326 году город объединился с Хальберштадтом и Ашерслебеном в Хальберштадтский тройственный союз городов, который просуществовал 150 лет.
В последующие четыре столетия Кведлинбург переживал экономический бум. Как и в других городах региона (Брауншвейг, Хальберштадт), особенно интенсивно развивались портняжное и купеческое ремесла. Около 1330 года старый город был присоединен к новому городу, основанному в XII веке; с тех пор они всегда действовали как один город - Кведлинбург.
К экономическому успеху добавился политический успех в 1336 году, когда в ходе регионального конфликта между епископом Хальберштадта и графом Регенштайна городу удалось захватить последний. Город получил большую независимость от городской хозяйки, настоятельницы Даменштифта, и впоследствии ему было позволено значительно расширить свои оборонительные сооружения. Новая уверенность в себе была продемонстрирована внешнему миру в виде многочисленных городских союзов.
План городского совета освободиться от власти аббатисы Хедвиг Саксонской привел к жестокому конфликту в 1477 году. Жители Кведлинбурга попытались силой оружия изгнать Хедвиг из города. Тогда Хедвиг обратилась за помощью к своим братьям, герцогам Веттинским Эрнсту и Альбрехту. Посланные войска ворвались в город без потерь, а 80 кведлинбуржцев пали. После этого горожане покорились и вышли из союзов. Роланд, установленный около 1435 года перед домом портных на рыночной площади, символ свободы рынка и знак городской независимости, был свергнут и разбит. В 1569 году совет приказал вновь установить эту статую Роланда во дворе подвала совета, а в 1869 году фрагменты статуи Роланда были установлены перед ратушей. В 2013 году фигура была очищена и достроена.
Во время Крестьянской войны были разрушены четыре городских монастыря: премонстратский монастырь Святого Виперти, бенедиктинский монастырь Святой Марии, францисканский монастырь в Старом городе и августинский монастырь в Новом городе. В 1539 году в Кведлинбурге была введена Реформация, и монастырь был преобразован в протестантский свободный светский монастырь.
Наибольшего развития город достиг после Тридцатилетней войны. Большинство из 2159 сохранившихся фахверковых домов были построены в этот период. Два городских пожара опустошили значительную часть города в 1676 и 1797 годах.
В 1698 году бранденбургские войска заняли город, в результате чего Пруссия с этого момента стала защищающей державой. В 1802 году монастырь, существовавший с 936 года, был распущен. Здания монастыря на Шлоссберге стали собственностью Прусского государства.

### Развивающийся центр селекции растений с XVIII по XX век
Шлоссберг с коллегиальной церковью Святого Серватия и коллегиальными зданиями, вид со стороны Мюнценберга
В течение 18-го и особенно 19-го века значительное процветание развивалось благодаря выращиванию растений и распространению семян, что также нашло свое выражение в урбанистической форме в ряде вилл в стиле модерн. Когда в 1834 году в Кведлинбурге Г. Хр. Ханевальд основал первый в Магдебургском административном округе сахарный завод, это привело к быстрому развитию сельскохозяйственного снабжения и крупных предприятий. Развитие методов селекции, подключение к железнодорожной сети и разделение (1834-1858) - это этапы к глобальному экономическому значению в секторе семеноводства. Наряду с разведением декоративных и сельскохозяйственных растений, с начала 20-го века возросло значение овощеводства.
С 1815 по 1938 год Кведлинбург был гарнизонным городом.
С 1865 по 1888 год в Кведлинбурге были найдены фрагменты старейшего известного иллюстрированного библейского манускрипта (Quedlinburg Itala) V века.

### 20 век
В начале 20-го века компании по разведению семян были крупнейшими работодателями. В 1907 году Роза Люксембург выступила перед 800 работниками семеноводческих хозяйств Кведлинбурга. В 1911 году Кведлинбург, который до этого был резиденцией округа Кведлинбург, стал городом без округа.
Во время Первой мировой войны до 17 000 военнопленных были принуждены к сельскохозяйственным работам и размещены в лагере для военнопленных на Риттерангере к северо-востоку от города. Этот лагерь был создан в сентябре 1914 года и продолжал существовать после войны в качестве аварийного жилья для солдат российской царской армии, пока не был ликвидирован в июне 1922 года. В том же году в Кведлинбурге состоялось празднование тысячной годовщины первого документального упоминания (922 год).
В 1926 году разрушительное наводнение Боде уничтожило все мосты и парализовало инфраструктуру. Более поздние наводнения неоднократно препятствовали восстановительным работам.
В эпоху национал-социализма тысячелетняя годовщина (936-1936) смерти короля Генриха I рассматривалась национал-социалистами в лице СС как пропагандистский подарок. Генрих Гиммлер с 1936 года развил культ вокруг короля и сам считался реинкарнацией Генриха, что, как говорят, льстило ему, о чем сообщал его личный врач Феликс Керстен. В Кведлинбурге Випертикрипта и церковь Святого Серватия были захвачены и превращены в места посвящения для СС. Личное присутствие Гиммлера (до 1939 года) на ежегодных празднованиях 2 июля, которые продолжались до 1944 года, получило пропагандистский толчок в 1937 году, например, благодаря известию о находке потерянных костей Генриха I. После войны, когда был открыт (новый) саркофаг, "находки", представленные СС, были разоблачены как неуклюжие подделки.
На следующее утро после разрушения "Ночи погромов Рейха" лавочник Зоммерфельд поместил в разрушенной витрине свои Железные кресты времен Первой мировой войны (EK 1 и 2) и надпись: "Благодарность Отечества вам обеспечена". Вскоре после этого началась депортация еврейских жителей. В районе города было три форпоста концентрационных лагерей: тюрьма районного суда и по одному лагерю в Клерштурнхалле и на авиабазе в Квармбеке.
В 1943/1944 годах в гимназиях и больницах скорой помощи Кведлинбурга выхаживали более 8 000 раненых. За неделю до того, как 19 апреля 1945 года американские войска (RCT 18) почти без боя взяли город, им удалось вывезти из города части V 2, которые хранились в вагонах на железнодорожной станции Кведлинбурга. Это позволило избежать бомбардировок; таким образом, разрушения во время войны ограничились артиллерийскими попаданиями.
Через шесть недель американские войска передали город англичанам. Передача советской армии, которая произошла еще через две недели, была связана не с разделом Берлина, как неоднократно предполагалось на местах, а с обменом территорий в регионе Гарц в 1945 году, о котором стало известно только в 2020 году и в котором центральную роль сыграло электроснабжение Нижней Саксонии. Информация об этом была скрыта как британской, так и советской стороной в 1945 году, чтобы предотвратить дальнейшие массовые исходы.
После войны Кведлинбург стал частью земли Саксония-Анхальт, образованной в 1945 году, а с 1952 года - округа Галле в ГДР.
Демонстрации 17 июня 1953 года удалось остановить в Кведлинбурге и Тале только благодаря вводу войск советской армии.
Несмотря на то, что военный ущерб почти не заслуживает упоминания, усилий ГДР было далеко не достаточно, чтобы остановить угрожающий естественный упадок старого города. С помощью опытных польских реставраторов из Торуни (Торна) удалось восстановить лишь отдельные дома. Св. Виперти был восстановлен в 1957 году и заново освящен в 1959 году. Первоначальные планы ГДР в 1960-х годах полностью снести исторический старый город и заменить его центральной площадью и сборными социалистическими зданиями провалились из-за нехватки денег. Попытки приспособить сборные здания к историческим условиям можно увидеть в районе Маршлингер Хоф, в Нойендорфе и на Шмаленштрассе к северу от рынка. Для этой цели так называемый "Халлеше монолитбаувайзе" (HMB) был модифицирован и реализован как "Халлеше монолитбаувайзе тайп Кведлинбург" (HMBQ). Только после воссоединения в 1990 году фахверковые здания стали целенаправленно восстанавливать.
Осенью 1989 года вряд ли в каком-либо другом городе по численности населения было столько демонстрантов, как в Кведлинбурге. Ненасильственные демонстрации во время "Wende" всегда проходили в Кведлинбурге по четвергам. Демонстрация 2 ноября 1989 года с 15 000 участников была примером ненасилия, несмотря на провокационное поведение крупных деятелей СЕПГ на месте событий. Самая крупная демонстрация, в которой приняли участие более 30 000 человек, состоялась 9 ноября 1989 года.
Никто из участников не подозревал, что в это же время была открыта Стена. Районное управление Министерства государственной безопасности было распущено 12 декабря 1989 года, после того как за несколько дней до этого были уничтожены Klarnamendatei и наиболее взрывоопасные файлы (например, по церковным делам).
6 января 1990 года в благодарность за ошеломляющий прием при пересечении границы был проведен большой городской праздник с участием многочисленных высокопоставленных лиц и 50 000 гостей. Во время импровизированного визита в январе 1990 года Гельмут Коль пообещал городу денежную помощь для защиты находящихся под угрозой зданий, а весной земля Нижняя Саксония пожертвовала 100 000 черепиц на чрезвычайные меры.
Социальной точкой падения стали ксенофобские нападения в Нойштадте Кведлинбурга осенью 1992 года. Одним из ответов жителей Кведлинбурга стало основание до сих пор действующей профилактической меры "Проект Старый город". Запланированная демонстрация НДПГ 15 лет спустя была предотвращена ярко выраженной красочной демонстрацией убежденных жителей Кведлинбурга.
Из двенадцати частей сокровищницы собора, разграбленной в 1945 году, десять вернулись из США в сокровищницу Кведлинбурга в 1993 году. Две разграбленные части до сих пор не найдены.
По случаю тысячной годовщины предоставления права проводить рынки, монетные и таможенные торги, большая часть старого города Кведлинбурга и комплекс королевского двора были включены в Список всемирного наследия ЮНЕСКО 17 декабря 1994 года по просьбе Германии как ансамбль, отвечающий требованиям критерия IV "выдающийся пример типа здания или архитектурного ансамбля или ландшафта, представляющего значительные периоды в истории человечества." (IV). Герхард Шрёдер посетил город вместе с премьер-министром Франции Лионелем Жоспеном в 1999 году и с премьер-министром Испании Хосе Марией Аснаром в 2001 году.

### С 2000 года
Шведская королевская чета, Карл XVI Густав и его жена Сильвия, посетили Кведлинбургскую коллегиальную церковь в 2005 году. С 2006 года железнодорожный вокзал Кведлинбурга подключен к сети Selketalbahn. После нескольких лет реставрации крипта коллегиальной церкви вновь открыта для посетителей с марта 2009 года.
С 2011 по 2017 год в Кведлинбурге и окрестностях впервые прошел вечерний сериал ARD "С Alles Klara". С 2011 по 2014 год на рыночной площади, в районе Breite Straße и Каменного моста были проведены масштабные работы по перепланировке. В преддверии этих работ в ходе археологических раскопок были обнаружены остатки мощения рыночной площади, относящиеся к 10 веку. В 2014 году городской совет принял решение прикрепить к уникальному названию города общее обозначение "Город всемирного наследия". После утверждения ответственным округом и немецким отделением ЮНЕСКО обозначение "Город всемирного наследия Кведлинбург" вступило в силу с 29 марта 2015 года.
С весны 2015 года бывший склеп церкви Святой Марии на Мюнценберге вновь стал доступен для посещения спустя почти 500 лет. 26 мая 2017 года перед домом по адресу Штайнвег 81 впервые были заложены штольперштайны в память о Берте и Бруно Зоммерфельд, которые жили здесь некоторое время и были убиты после депортации в лагерь уничтожения Освенцим в 1943 году. В настоящее время в Кведлинбурге заложено три штольперштайна. Во время предвыборной кампании в Бундестаг в 2017 году Ангела Меркель выступала на рыночной площади Кведлинбурга. В июне 2018 года в Кведлинбурге прошла весенняя конференция министров внутренних дел под руководством федерального министра внутренних дел Хорста Зеехофера.

## Религии

### Христианство
Большинство населения Кведлинбурга не принадлежит ни к какой религиозной общине. Бывшие пять протестантских общин составляют около 16% населения города; они объединились в Евангелическую церковь Кведлинбурга, которая принадлежит к Евангелической церкви Центральной Германии. Около четырех процентов населения города принадлежат к католическому приходу Святого Матильдиса, приходу епархии Магдебурга. Другие христианские общины принадлежат к адвентистам седьмого дня, Евангелической свободной церкви (баптистам) или другим протестантским свободным церквям, а также к Новоапостольской церкви. Кроме того, в городе проживают члены Бланкенбургской общины Старокатолической церкви.

### Иудаизм
Считается, что еврейские купцы поселились в Кведлинбурге уже в 11/12 веке. Документально они упоминаются с начала 13 века. Они выступали в качестве независимых кредиторов кведлинбургской настоятельницы и других местных магнатов. В 1514 году все евреи должны были покинуть Кведлинбург. Хотя в 18 веке трем Schutzjuden было разрешено покинуть город, они снова поселились в Кведлинбурге только после роспуска монастыря в 1802 году. С 1933 по 1945 год в Кведлинбурге проживало менее 100 "неарийцев". Из них по меньшей мере 13 погибли насильственной смертью, 14 смогли эмигрировать, а 34, в основном "полуевреи", выжили и умерли естественной смертью. Судьба остальных неизвестна. Со времен нацизма еврейской общины в Кведлинбурге не существует.

## Достопримечательности

### Finkenherd
На месте стоящего здесь ансамбля фахверковых домов более тысячи лет тому назад сидел герцог Генрих Первый, охотясь на птиц. В это время ему сообщили о избрании его императором. Торжественная процедура коронации была проведена затем во Фрицларе.

### Статуя Роланда

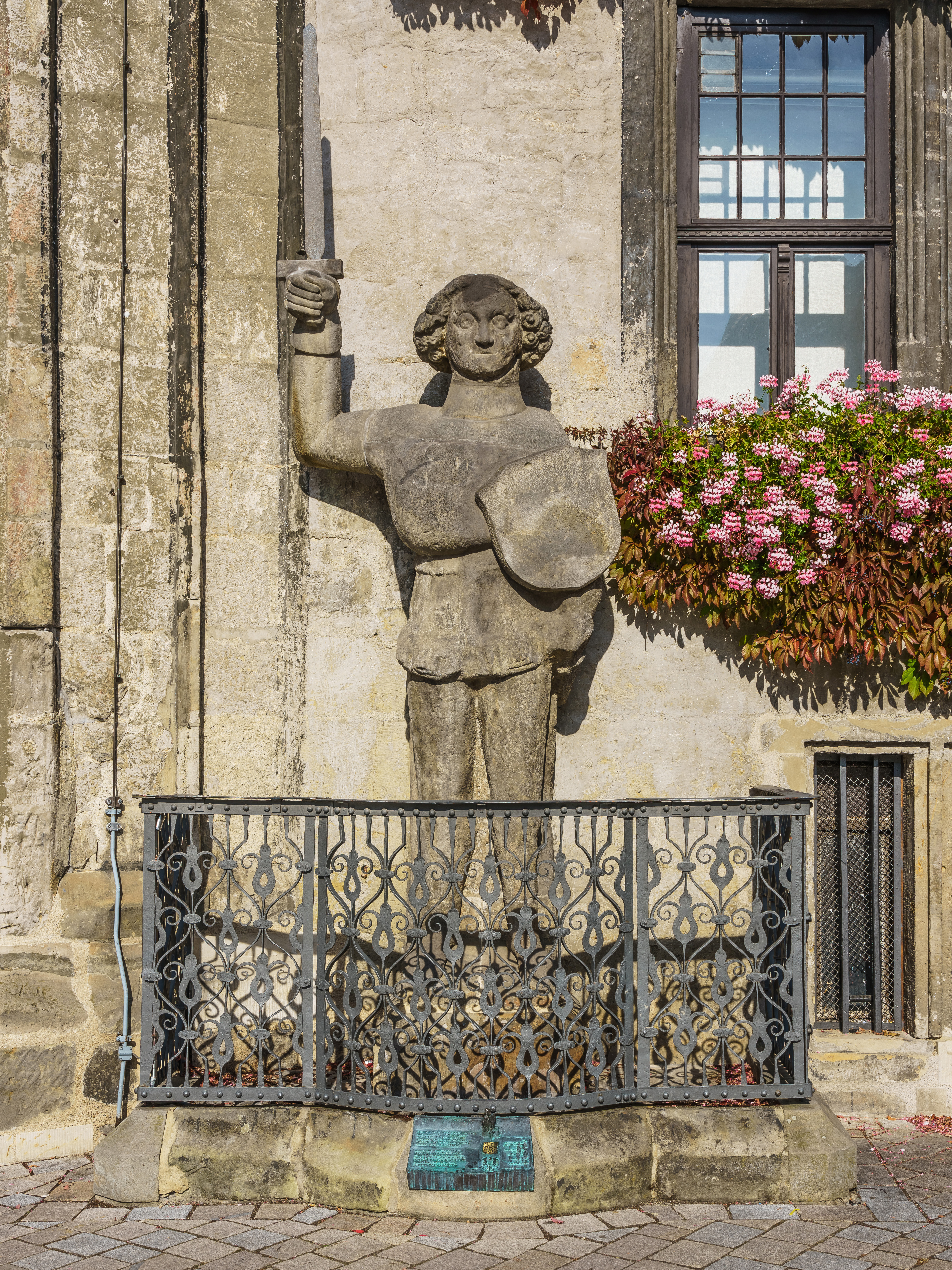
Статуя Роланда

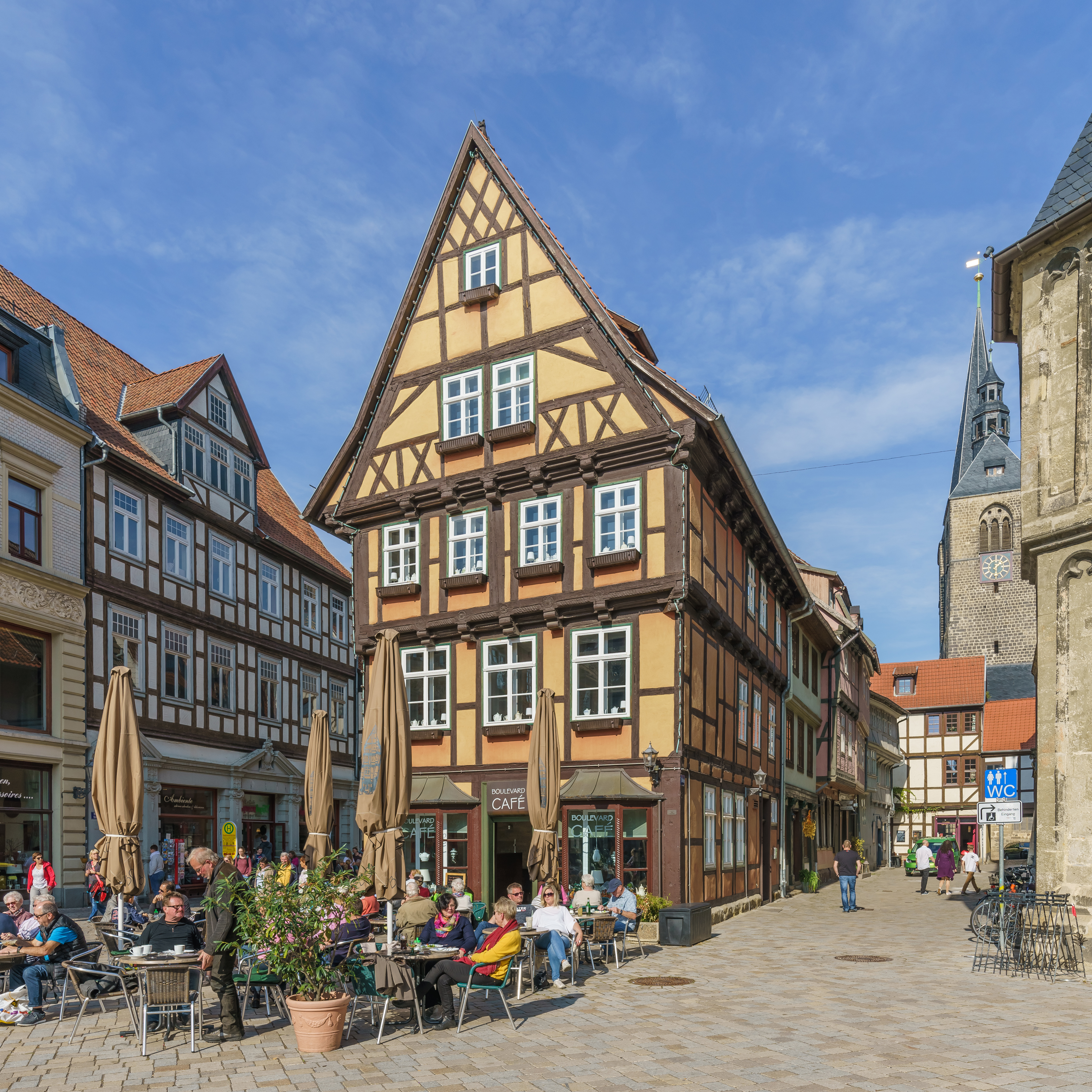
Улица в старом городе

На северной стороне рыночной площади расположена ратуша, впервые упомянутая под 1310 годом. Слева от портала ратуши стоит каменный великан — кведлинбургский Роланд. Роланд был сооружён около 1426 года, послу вступления Кведлинбурга в Ганзейский союз. Документально был упомянут первый раз в 1460 году, в архиве имеется счёт на его ремонт. Его высота — 275 см, он самый маленький из сохранившихся символов рыночного права и рыночной свободы, а также стремления горожан подчиняться только императору. Со статуей Роланда связана значительная часть истории города.
Роланд является символом принадлежности к ганзейскому союзу и тем самым знаком независимости от Аббатства, которое находилось недалеко от города (сейчас этот замок находится в черте центра города). Аббатство рассматривало город Кведлинбург как своё подсобное хозяйство, но в городе хватало людей, которые сами хотели руководить. Поэтому монахини из аббатства (происходившие из богатых семей, так что, когда их отдавали в монашество, аббатству полагалось приданое; кроме того, у насельниц монастыря сохранялись семейные связи) наняли солдат и напали на город, разрушили и спрятали Роланда где-то в подвале. Там он пролежал почти 400 лет. В 1869 году его снова выставили на рыночной площади. В 2013 году его отреставрировали.

### Герб города
Над порталом ратуши виден имперский орел с гербом города в виде собаки, сидящей в воротах. Ещё выше богиня изобилия Абунданция символично осыпает каждого входящего из рога изобилия.

### Дом Грюнхагена
Напротив ратуши, в начале Широкой улицы (нем. Breite Strasse) стоит «дом Грюнхагена», построенный в 1701 году в стиле позднего барокко. Этот патрицианский дом украшает рыночную площадь, которая стала пешеходной зоной.

### Монастырские постройки на горе Шлоссберг

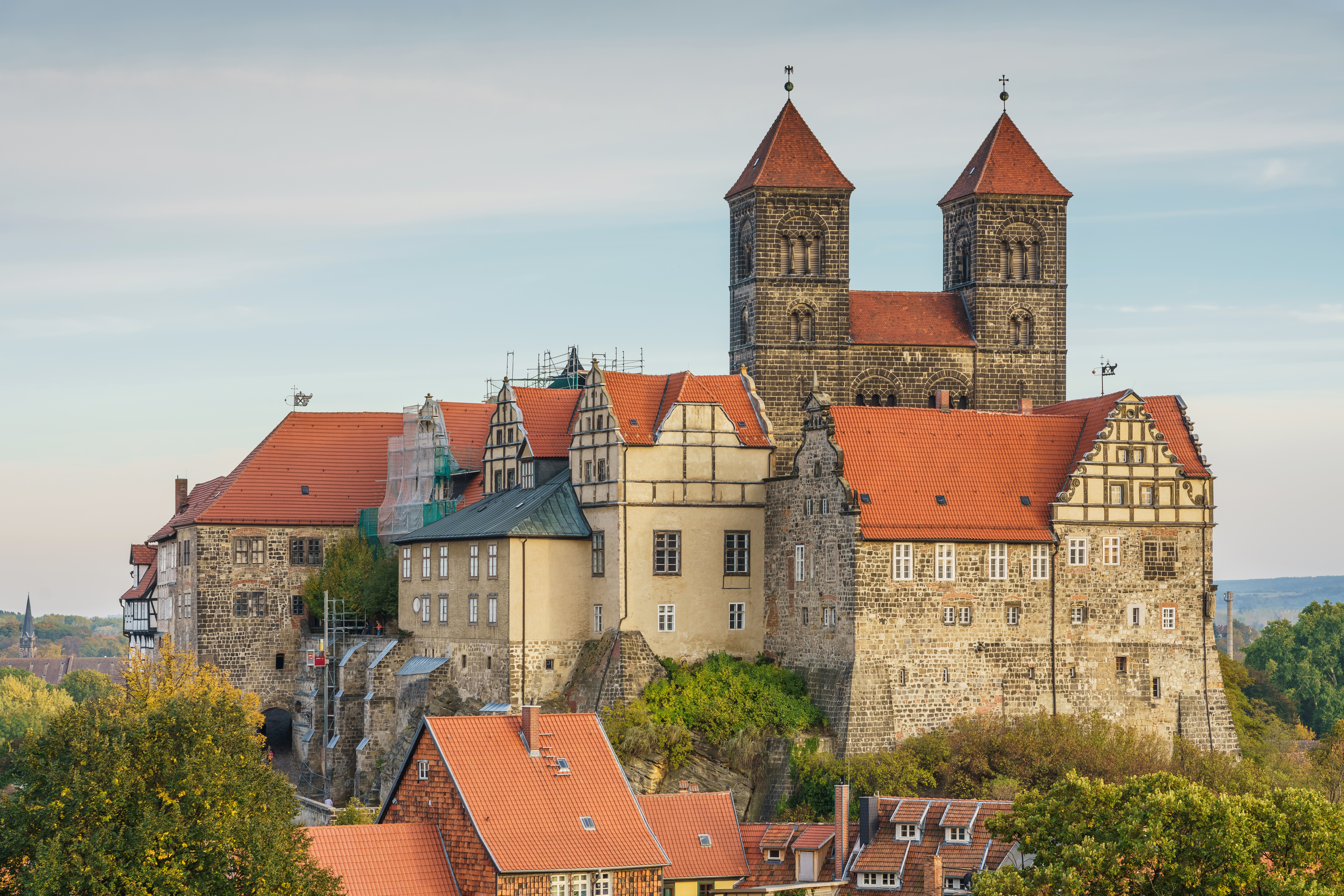
Монастырские постройки на горе Шлосберг

Монастырская церковь («Штифтскирхе») построена в романском стиле и неоднократно перестраивалась. Крипта, в которой в 936 году был похоронен король Генрих, была перестроена в 1021 году, а через пятьдесят лет пожар, причиной которого была гроза, полностью уничтожил церковь. Пришлось даже разобрать её каменные стены. Но уже в 1129 году император Лотарь открыл новую церковь. Останки Генриха, покоившиеся в каменном саркофаге, оказались утраченными.
Город рассматривался одним из культовых мест нацистской идеологии. В 1937 году нацисты превратили храм в помещение для проведения партийных обрядов. Они сожгли алтарь и церковные скамьи. Гробница Генриха оказалась пустой. Церковь пострадала и от артиллерийского обстрела во время наступления американцев. Её восстановление началось в июле 1945 года, после прихода советской армии.
На территории монастыря существует и так называемая западная крипта, вырубленная в скале в X веке и предназначавшаяся для захоронения умерших постоялиц монастыря. Но эта усыпальница не использовалась по своему прямому назначению и в течение нескольких последних веков служила погребом для хранения картофеля и угля. Сейчас в ней устроен ночной бар, сохранивший атмосферу древности. Здание самого монастыря в последние годы используется для экспозиции краеведческого музея.
В церкви находится сокровищница, в которой, в частности, находится около половины ценностей, отправленных в посылках полевой почты в Америку американским лейтенантом в 1945 году, и только в 1990-м возвращённых обратно. Своеобразным экспонатом музея служит передвижная тюрьма «Raubgrafenkasten» в которой горожане содержали посаженного в неё в 1337 году Графа Альбрехта II.

### Мюнценберг
Напротив горы Шлосберг возвышается холм, на котором расположена старинная часть города — Мюнценберг (нем. Münzenberg — «монетная гора»). Чтобы подняться на холм, надо преодолеть 99 ступенек. Сверху открывается живописная панорама Кведлинбурга с его башенками на фоне предгорьев Гарца. От миниатюрной рыночной площади этого горного городка веером расходятся улочки и переулочки с маленькими домами — фахверками. После смерти Генриха I его жена, королева Матильда, получившая пфальц в наследство, учредила здесь женский монастырь, которым управляла до своей смерти в 968 году. Первой аббатисой этого аббатства становится внучка королевы.
От бывшего женского монастыря Св. Марии остались лишь небольшие руины. Этот монастырь был основан настоятельницей Матильдой II по повелению Оттона III в 986 году и подчинялся монастырю Шлосберга. В 1524—1525 годах оба кведлинбургских монастыря были разрушены восставшими крестьянами. Уцелела лишь монастырская пекарня, высоченная труба которой до сих пор возвышается над кривыми крышами городка.
После 1576 года на этом холме стали селиться ремесленники, извозчики и музыканты. О жителях Мюнценберга ходит множество анекдотов. Вот один из них: отцы из Мюнценберга показывали своим только что родившимся сыновьям монету и дудку. Если ребёнок хватался за дудку, то ему суждено было стать музыкантом, если же за монету, то — вором. Если же ребёнок хватал сразу дудку и монету, то становился композитором.

### Випертикирхе
На месте бывшего королевского двора, где раньше останавливались короли и императоры, посещавшие городок, стоит церковь Випертикирхе (нем. Wipertikirche), полностью отреставрированная в 1959 году. С трёх сторон её защищают воды реки Боде, а с четвёртой — гора Капелленберг (нем. Kapellenberg).

### Башни Кведлинбурга

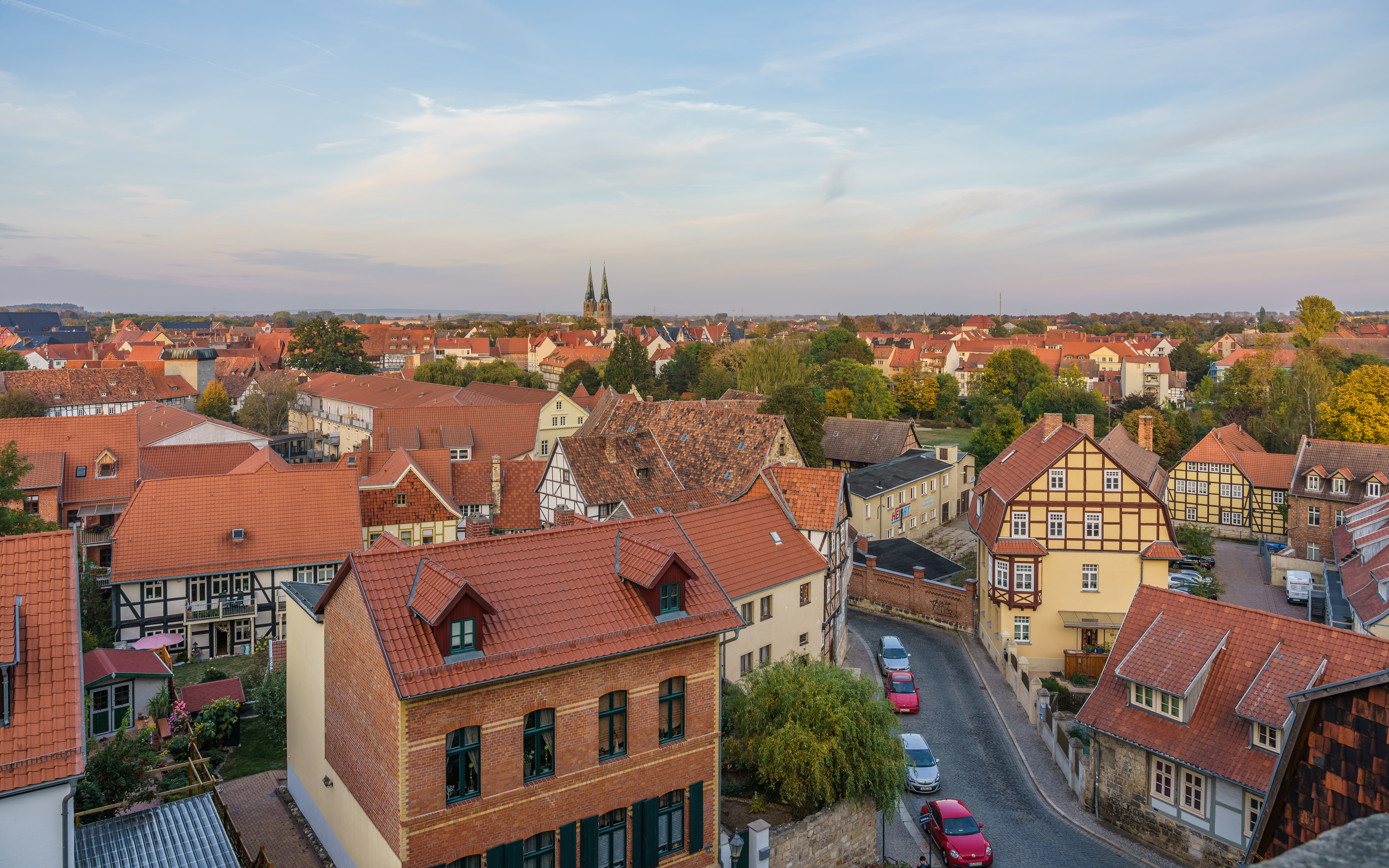
Вид из замка

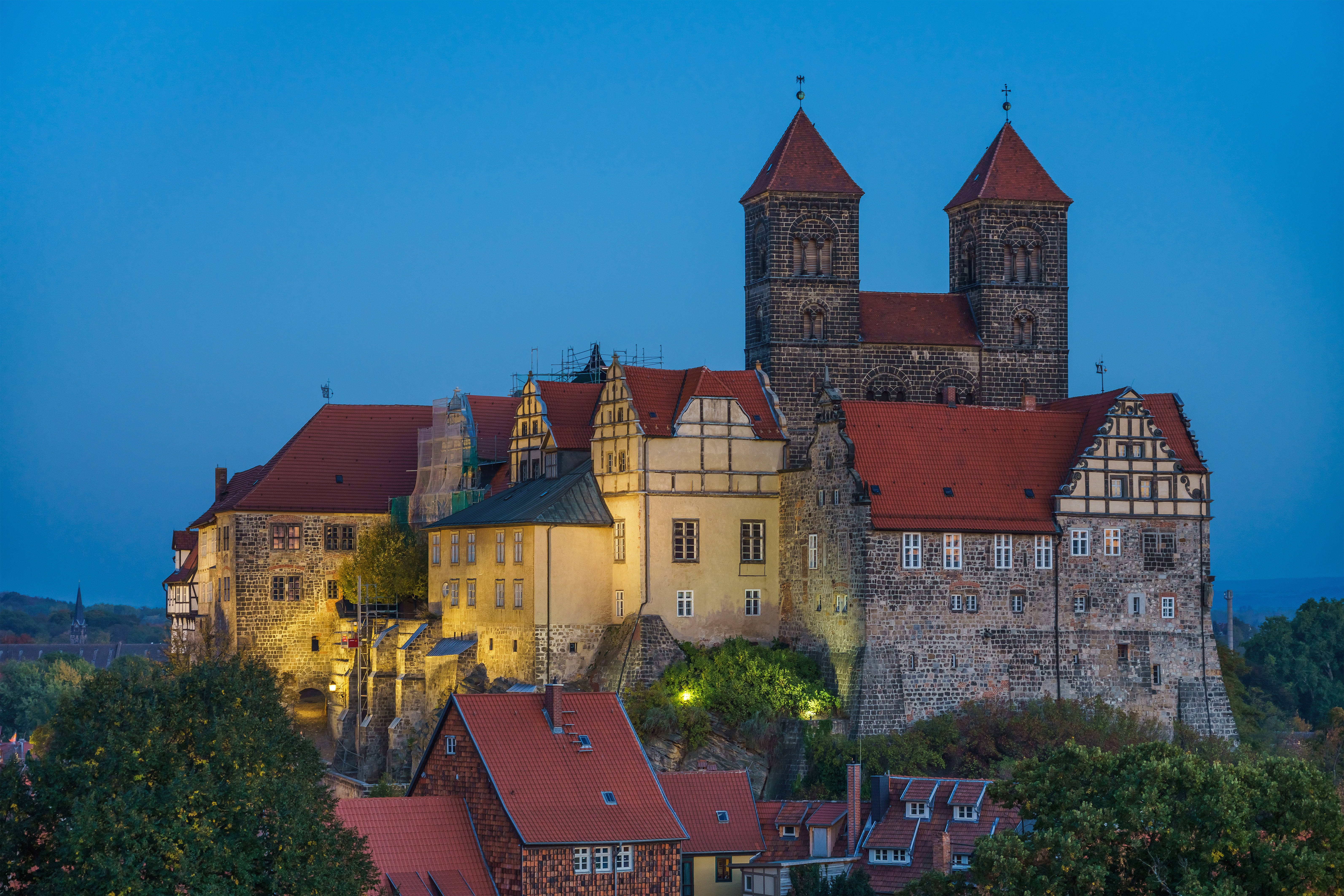
Вид на замок в сумерках

Глядя на Кведлинбург сверху, в первую очередь внимание привлекают средневековые городские башни, остатки мощной городской стены и многочисленные церкви. В середине XIV в. в старинной части города насчитывалось 18 башен, а в новой части — 10 башен. Их можно увидеть на старинных гравюрах Мериана. Но с ростом дорожного движения въездные башни были снесены. Сейчас в современной части Кведлинбурга сохранились лишь четыре башни, и столько же башен осталось на западном участке древней городской стены. Остатки городской стены, впервые упомянутой в грамоте 1179 года, можно встретить всюду. Можно подсчитать и её былую длину: 2290 метров в старинной части города и 1570 метров — в новой части. Все рвы и валы, защищавшие стены города, были окончательно засыпаны и сравнены с землёй в 1821 году. Наряду с городскими башнями в небе Кведлинбурга видны и церковные башни. Самые высокие — готические башни церкви Св. Николая или монастырской церкви в новой части города (72 метра). Эта церковь впервые упоминается под 1222 годом, но построена она была раньше.

### Церковь св. Власия
Другая церковь — Блазиикирхе (нем. St.-Blasii-Kirche), стоящая неподалёку от рыночной площади, впервые упоминается в 1223 году. Старая башня той церкви некогда украшала более древнюю церковную постройку X века.

### Рыночная церковь
Бенедиктинская церковь — «Маркткирхе» (нем. Marktkirche) — расположена за ратушей и впервые упоминается в 1223 г. Ещё одна церковь — Эгидиикирха (нем. Aegidiikirche) — впервые упоминается в 1179 г., но окончательно достроена она была только в XV в., а церковь св. Матильды сооружена в 1855—1858 годах для католической общины.

### Церковь Св. Иоанна
В 1906 году была построена церковь св. Иоанна.

### Церковь Святого Кириака
Бывшая коллегиальная церковь в Гернроде представляет собой выдающийся образец романской архитектуры времени правления Отто I.

### Иные архитектурные особенности Кведлинбурга

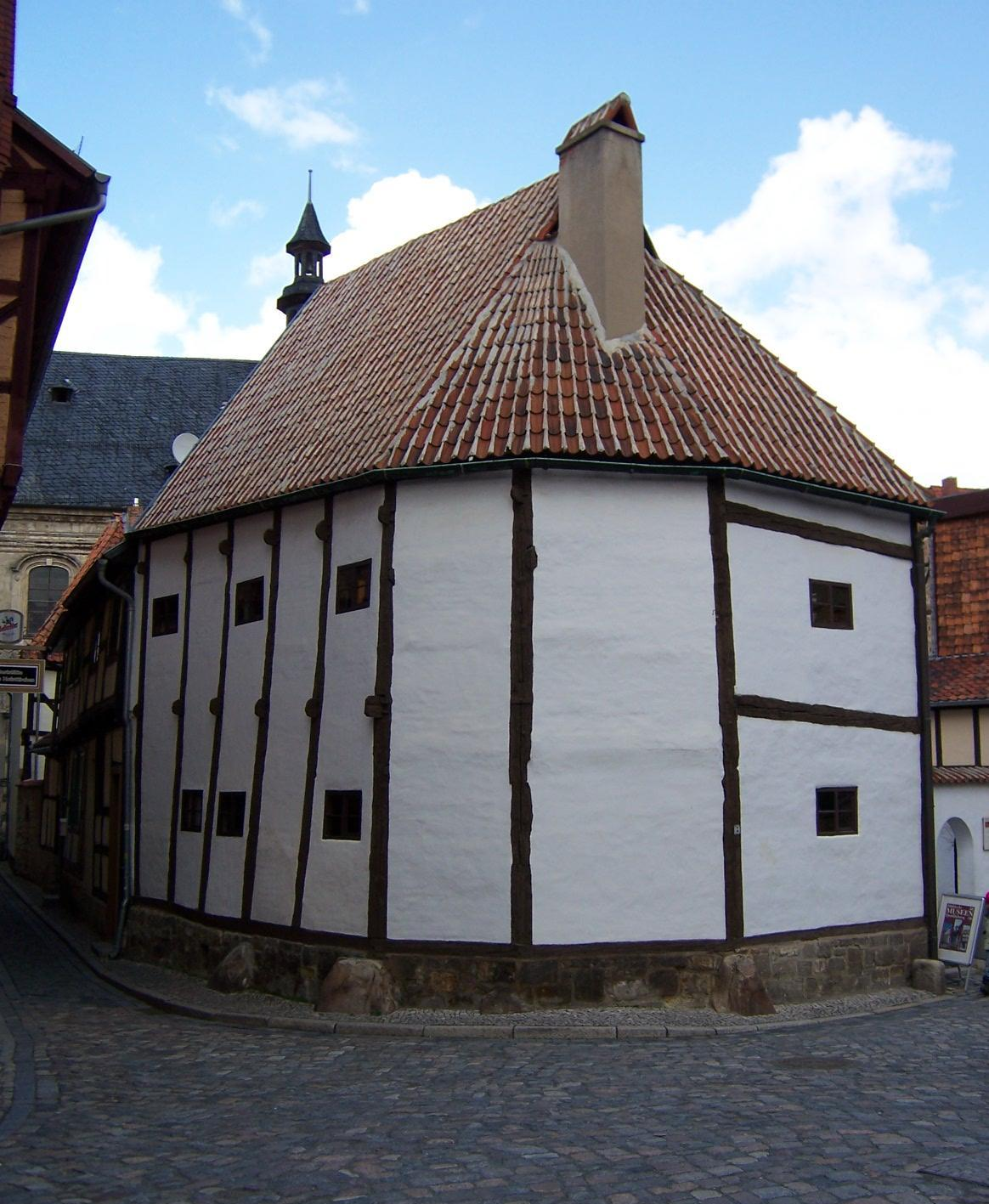
Древнейший фахверковый дом Кведлинбурга

Неповторимый облик придают Кведлинбургу сотни домов-фахверков, построенных в XIV—XVIII вв. Наиболее примечательны дома вокруг бенедиктинской церкви Маркткирхе: узкий и высокий дом с выступающими друг над другом этажами сооружен в XV веке в готическом стиле, рядом стоит фахверковый дом с архитектурными украшениями в стиле ренессанса (XVI в.), а за ним находится здание городских герольдов, где проживали помимо герольдов жандарм и акушерка.
Замыкает этот ряд домов фахверк XVIII в.
Самый древний фахверковый дом на территории Восточной Германии (первая половина XIV в.) находится неподалёку от рыночной площади по адресу Вордгассе, 3. В нём размещается небольшой музей, посвящённый искусству фахверка.
Каждый этаж фахверка готического стиля — это дом в себе, этот элемент повторяется неоднократно, причем цокольный этаж выше остальных, а каждый последующий этаж выступает над предыдущим. Этот стиль позднее уступил нижнесаксонскому стилю. В этом стиле выстроен дом писателя Клопштока на горе Шлосберг. А фахверки эпохи ренессанса можно встретить в старинной части городского центра.
К памятникам архитектуры Кведлинбурга относятся и гражданские здания, например, Хагенше Фрайхаус — дворец в стиле ренессанса. Внешний вид этого здания не изменялся с XVI века. Образцом монументального архитектурного искусства барокко служит здание суда на площади Корнмаркт за ратушей.

## Уроженцы Кведлинбурга
- Писатель Фридрих-Готтлиб Клопшток родился в Кведлинбурге 2 июля 1724 года в патрицианском доме (XVI век) на горе Шлосберг. Город широко отметил 250-ю годовщину со дня рождения Клопштока: дом, в котором он родился, был отреставрирован, сейчас там размещается музей Клопштока. Дом любовно называют «старым Клопштоком». Памятник писателю был сооружён раньше — 7 июля 1831 года.
- Также в Кведлинбурге родился Йоганн Кристиан Гутсмутс (1759—1839), основоположник физкультурного движения. В 1904 году был открыт памятник Гутсмутсу, на постаменте рядом с ним стоит его лучший ученик — Карл Риттер.
- Карл Риттер (1779—1859) считается основоположником научной географии. Риттер стал первым профессором географии Берлинского университета.
- Доротея Кристиана Эркслебен-Лепорин (1715—1762), первая женщина — доктор медицинских наук.
- В Кведлинбурге в 1834 году родился поэт и прозаик Юлиус Вольф.
- Мейснер, Отто (1819—1902) —  немецкий издатель, в типографии которого был впервые напечатан «Капитал» К. Маркса.

## Экономика
В Кведлинбурге, как впрочем и по всей территории Германии, ранее входившей в состав ГДР, свирепствует безработица. Одной из главных отраслей хозяйства Кведлинбурга с давних времён считается семеноводство. Во времена ГДР в Кведлинбурге существовало несколько предприятий и комбинатов, занимавшихся селекцией и размножением семян, на которых работали тысячи людей. На сегодняшний день осталось только пара компаний, которые продолжают богатую традицию семеноводства.

## Археология и генетика
У представителя баальбергской культуры из Кведлинбурга (№ I0559), жившего 3645—3537 лет до н. э., была определена Y-хромосомная гаплогруппа R*? и митохондриальная гаплогруппа HV6’17, у представителя культуры колоколовидных кубков из Кведлинбурга (№ I0806), жившего 2296—2206 лет до н. э., была определена Y-хромосомная гаплогруппа R1b1a2a1a2 и митохондриальная гаплогруппа H1.